# Rahotep (IVe dynastie)
Pour les articles homonymes, voir Rahotep.
Rahotep (Rê est satisfait), durant la IVe dynastie est grand prêtre d'Héliopolis, général, ainsi que prince de Pe, une des villes saintes de l'Égypte antique.
Il est connu par sa statue, ainsi que celle de son épouse Néfret, découverte par Auguste Mariette en 1871 et exposée au musée égyptien du Caire.

## Famille
Rahotep était un fils du pharaon Snéfrou, fondateur de la IVe dynastie et d'une mère inconnue. Certains pensaient également qu'il était plutôt le fils de Houni, le dernier roi de la IIIe dynastie du fait qu'ils pensaient également que la pyramide de Meïdoum était celle de ce roi, mais étant donné qu'il s'agit de celle de Snéfrou, cet argument est écarté.
Il est l'époux de Néfret avec qui il engendra trois fils (Djédi, Itou, Néferkaou) et trois filles (Méréret, Nedjémib, Sethtet).

## Sépulture
Il possède avec sa femme Néfret une tombe à Meïdoum très connue pour les statues des propriétaires.

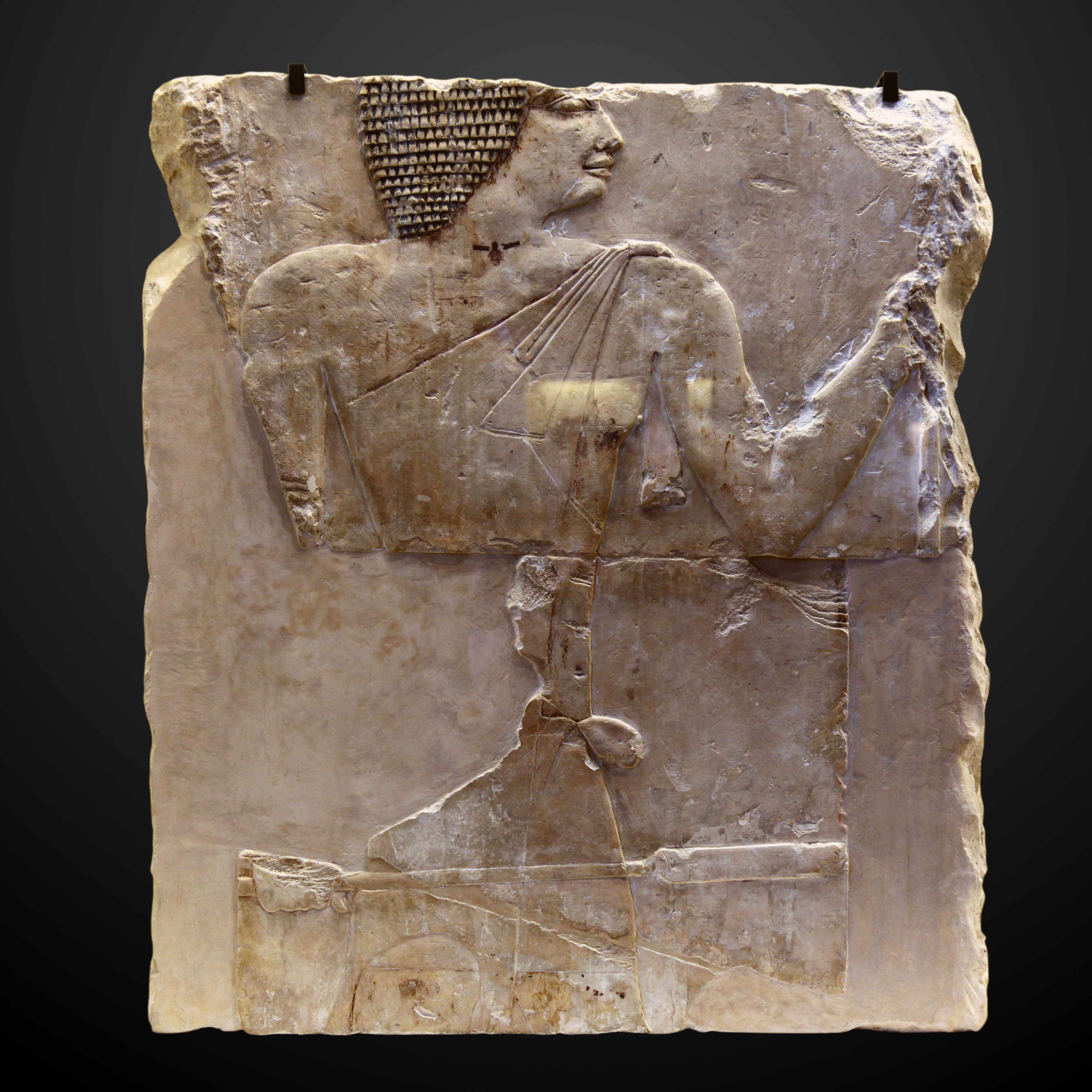
Relief provenant de la tombe de Rahotep à Méïdoum - Musée du Louvre